# Хинтерцартен
Хинтерцартен (њем. Hinterzarten) општина је у њемачкој савезној држави Баден-Виртемберг. Једно је од 50 општинских средишта округа Брајсгау-Хохшварцвалд. Према процјени из 2010. у општини је живјело 2.630 становника. Посједује регионалну шифру (AGS) 8315052.

## Географски и демографски подаци
Хинтерцартен се налази у савезној држави Баден-Виртемберг у округу Брајсгау-Хохшварцвалд. Општина се налази на надморској висини од 893 метра. Површина општине износи 33,4 km². У самом мјесту је, према процјени из 2010. године, живјело 2.630 становника. Просјечна густина становништва износи 79 становника/km².

## Међународна сарадња
| Мјесто | Држава    | Врста сарадње | Од    |
| ------ | --------- | ------------- | ----- |
|        | Француска | пријатељство  | 1968. |
| Извор  |           |               |       |